# 崔光 (朝鲜)
崔光（1918年7月17日—1997年2月21日），又名崔明锡，朝鲜民主主义人民共和国开国将领之一、朝鲜劳动党与朝鲜人民军重要领导人之一。
历任朝鲜劳动党中央政治局委员、朝鲜中央军事委员会委员和朝鲜政务院副总理以及朝鲜人民军总参谋长等党政军重要领导职位。
1995年担任朝鲜人民武装力量部部长（相当于国防部部长），并于同年被授予朝鲜人民军元帅军衔。
1997年2月21日因心脏病发作而逝世，享年78岁。逝世后朝鲜政府为其举行国葬仪式，葬于朝鲜首都平壤市。

## 生平
1918年7月21日出生於日治朝鲜咸鏡北道的羅先市，蘇聯軍事學校專業，曾加入苏联远东方面军独立第88步兵旅。1954年任第1军参谋长，中将军衔。1961年任民族保卫省副相。1962年任人民军总参谋长，上将军衔。 1968年因为被金日成怀疑有颠覆行为，被下放到煤矿劳动。1978年被任命为黄海南道人民委员会委员长（省长）。1980年任政务院副总理。1982年又兼任了水产委员会委员长。1988年接替被认为右倾的人民军总参谋长吴克烈，并晋升大将。1992年4月晋升次帅。 1995年10月任人民武装力量部部长（国防部长），并晋升元帅。1997年2月21日因心臟病發病逝。

## 军衔晋升
1954年 被授予朝鲜人民军陆军中将军衔 时任朝鲜人民军陆军第1军参谋长
1962年 被授予朝鲜人民军陆军上将军衔 时任朝鲜人民军总参谋长
1988年 被授予朝鲜人民军陆军大将军衔 再次担任朝鲜人民军总参谋长
1992年 被授予朝鲜人民军次帅军衔
1995年 被授予朝鲜人民军元帅军衔，并担任朝鲜人民武装力量部部长